# Conie
Pour les articles homonymes, voir Conie (homonymie).
La Conie est une rivière française, affluent du Loir en rive gauche. Elle est de ce fait un sous-affluent de la Loire par la Sarthe et la Maine. Elle coule dans les départements du Loiret et d'Eure-et-Loir en région Centre-Val de Loire. C'est une rivière beauceronne.

## Hydronyme
La première mention de la rivière apparaît dans une charte de confirmation de possessions accordée à l’abbaye de Micy d’Orléans et datant de 836 où on trouve la mention « super aquam Conida », « sur l’eau de la Conie ». Les chartes du prieuré de Nottonville nous révèlent les formes latines Connia en 1095, Coneia en 1119, Conneia en 1225, Conia en 1230, il s’agit bien sûr de la « Conie », ou « Conéi » avec une terminaison latine de traduction a.
Hydronyme pré-celtique cona (cours d’eau), et suffixe diminutif latin ita.

Mais d'après l'Abbé Guy Villette, le nom de Conie serait dérivé du gaulois Caun Edia ou « Rivière aux Gouffres ».

## Géographie
La Conie est une exsurgence de la nappe phréatique de Beauce. Longue de 32,4 km,, elle prend naissance à Villeneuve-sur-Conie, près de Patay dans le département du Loiret, où elle possède la particularité de couler à la fois vers la Loire (en se perdant en chemin) et vers le Loir (si la nappe est haute).
Une autre Conie, affluent de la première et appelée Rau la Conie, naît au nord-nord-est d'Orgères-en-Beauce, sur la commune de Germignonville. Via Fontenay-sur-Conie et Courbehaye, elle se jette dans la Conie principale ou Conie de Varize (appelée aussi la Conie Palue), sur la commune de Nottonville.
Un peu après la réunion des deux Conie principales se trouve la Goure de Spoy, sur la commune de Nottonville, un bassin profond de 8 à 10 mètres où il semble que les eaux d'amont des deux vallées se rassemblent en une sorte de réservoir. Ce n'est qu'à partir de la Goure que la Conie se fait pérenne, et mérite alors le nom de rivière.
La confluence est située à un kilomètre en amont de Marboué, sur le territoire de la commune de Donnemain-Saint-Mamès. Le cours de la Conie est on ne peut plus diversifié ; une grande partie présente des marécages couvert de roseaux, appelé localement la rouche.
Des mégalithes et des tumuli recouvrant des sépultures sont préservés le long de la vallée de la Conie, de Fontenay-sur-Conie à Nottonville et Varize, témoignant de la présence humaine depuis le Néolithique.

### Communes traversées

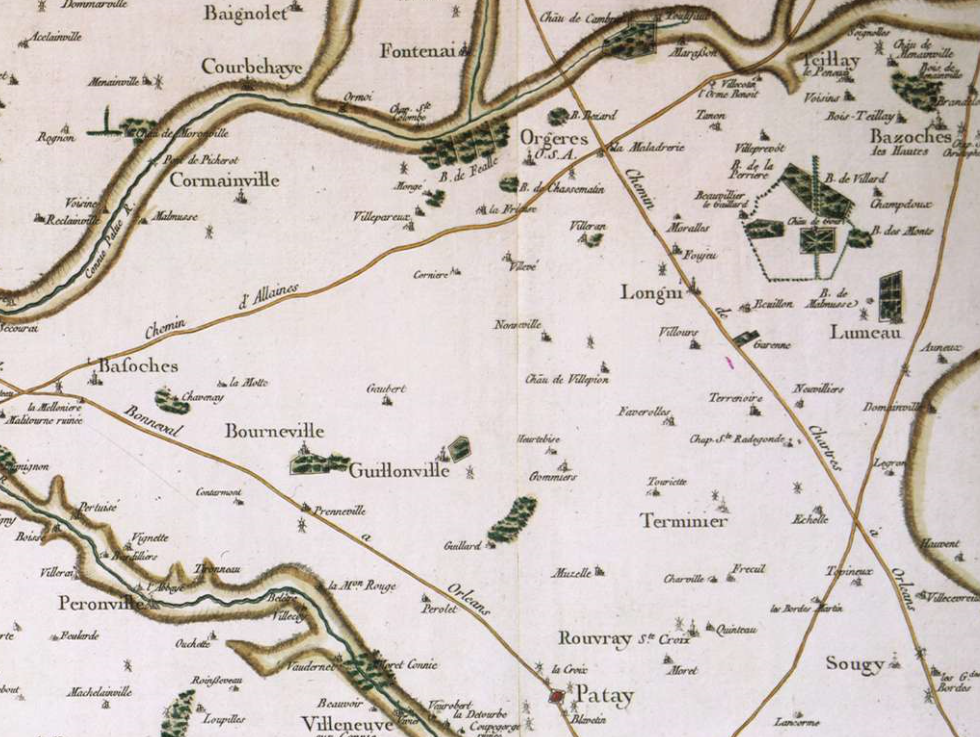
Carte de Cassini en 1759 : les deux bras de la Conie avant confluence à Nottonville.

Le bras principal de la Conie (Conie du sud ou Conie de Péronville) traverse 11 communes, 1 dans le Loiret, 10 en Eure-et-Loir. D'amont en aval, nous avons Villeneuve-sur-Conie (Loiret), sa source, puis, en Eure-et-Loir, Péronville, Guillonville, Bazoches-en-Dunois, Varize, Civry, Nottonville, Conie-Molitard, Villiers-Saint-Orien, Moléans, Donnemain-Saint-Mamès.
La Conie du nord (Conie d'Orgères et de Fontenay, ou Rau-la-Conie) traverse 7 communes d'Eure-et-Loir. D'amont en aval, nous avons Germignonville, Viabon, Fontenay-sur-Conie, Orgères-en-Beauce, Courbehaye, Cormainville, Nottonville où elle conflue avec la Conie du sud.

## Hydrologie
Comparée aux autres cours d'eau du bassin du Loir, la Conie est une rivière très régulière, sans doute une des plus régulières du pays, bénéficiant de la nappe de Beauce qui agit comme un gigantesque régulateur. L'essentiel de son débit provient en effet de cette nappe, et le débit de la rivière est largement tributaire du niveau de l'eau dans la nappe.
La nappe de Beauce a une capacité de stockage estimée à 20 milliards de mètres cubes, soit 20 kilomètres cubes ou encore une vingtaine de fois le volume du lac d'Annecy... Elle joue un rôle régulateur du débit des rivières très important, car elle contribue à l'alimentation naturelle des cours d’eau qui lui sont liés, tels le Loing, le Loir, l'Essonne, la Conie, etc. Elle fournit à l'ensemble de ces cours d'eau une masse d'environ 500 millions de mètres cubes par an en moyenne, soit 16 mètres cubes par seconde environ.

### Le bassin amont de la Conie

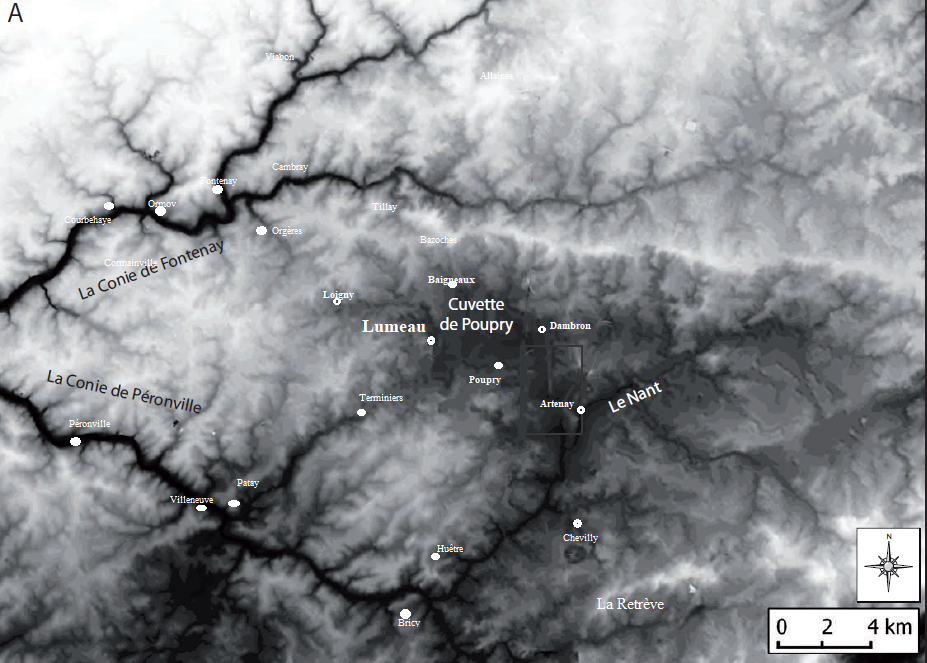
Relief du bassin versant amont de la Conie et la cuvette de Poupry.

Le relief du bassin versant amont de la Conie met en évidence le réseau hydrographique fossile de la Conie et ses assecs, au-delà des bras de la Conie de Péronville-Villeneuve-sur-Conie et de la Conie d'Orgères-en-Beauce-Fontenay-sur-Conie, et notamment la dépression de la cuvette de Poupry.

### La Conie à Conie-Molitard

#### Pont de Bleuet
Le débit de la Conie est observé depuis 1970, à Conie-Molitard au pont de Bleuet, commune proche de son confluent avec le Loir. Le bassin versant de la rivière y est de 500 km2 soit la presque totalité de celui-ci qui fait 530 km2.
Le module de la rivière à Conie-Molitard (Pont de Bleuet), calculé sur 49 ans (de 1970 à 2018), est de 1,68 m3/s.
La Conie ne présente que de légères oscillations saisonnières de débit, pouvant se résumer à une longue période de hautes eaux et un court étiage d'été. Les hautes eaux présentent un débit mensuel moyen de 1,78 à 2,09 m3/s, de début janvier à fin juin (avec un très léger maximum en avril-mai). Dès début juillet, le débit s'affaiblit pour atteindre rapidement son minimum qui est de 1,12 m3/s au mois d'août.

#### Valainville
Une seconde station hydrologique a également fonctionné durant 16 ans, de 1970 à 1985, en aval de Conie-Molitard près de Valainville.

### Étiage ou basses eaux
À l'étiage le VCN3 peut chuter jusque 0,61 m3/s, en cas de période quinquennale sèche, soit 610 litres par seconde, ce qui n'est nullement sévère, et est dû à une forte baisse de niveau dans la nappe souterraine.

### Crues
Quant aux crues, elles ne sont guère importantes. Les QIX 2 et QIX 5 valent respectivement 2,4 et 4,2 m3/s. Le QIX 10 est de 5,4 m3/s, le QIX 20 de 6,5 m3/s, tandis que le QIX 50 n'a pas été calculé.
Le débit instantané maximal enregistré à Conie-Molitard durant cette période, a été de 7,55 m3/s le 22 mai 2001, tandis que le débit journalier maximal enregistré était de 7,48 m3/s le 18 mai de la même année.

### Lame d'eau et débit spécifique
La Conie est une rivière peu abondante, mais très régulière. La lame d'eau écoulée dans son bassin versant est de 114 millimètres annuellement, ce qui est nettement inférieur à la moyenne du bassin de la Loire (244 millimètres par an), mais aussi sensiblement moins élevé que la moyenne du bassin du Loir (129 millimètres par an). Le débit spécifique (ou Qsp) de la rivière atteint 3,6 litres par seconde et par kilomètre carré de bassin.